# Arrival (альбом Джордана Рудесса)
Arrival — альбом Джордана Рудесса, записанный и выпущенный в 1988 году.
Arrival первый альбом Рудесса. Он был выпущен на аудиокассете и с тех пор не был переиздан. В данное время он может быть приобретён в виде файлов MP3 на официальном сайте Рудесса. Данный альбом является единственным, где на обложке фамилия автора пишется с одной буквой s.

## Список композиций
1. Danielle’s Dance — 6:35
2. Making Waves — 11:02
3. First Waterfall — 7:16
4. View from Above — 4:32
5. Soft Landing — 20:56

## Участники записи
- Джордан Рудесс — пианино, синтезаторы